# Сидор-Гібелинда Олег Вячеславович
 Си́дор-Гібели́нда Оле́г Вячесла́вович (при народженні Си́дор Оле́г Вячесла́вович нар. 8 вересня 1962, Луцьк) — український арткритик, історик мистецтва, мистецтвознавець, музеєзнавець, журналіст, член НСХУ (з 2000), член редколегії часопису Terra Incognita(1993—2001), кандидат мистецтвознавства (2015), старший науковий співробітник ІПСМУ (з 2002 р.). Автор понад 1000 публікацій з питань сучасного і класичного мистецтва. Один з теоретиків Нової української хвилі.

## Життєпис

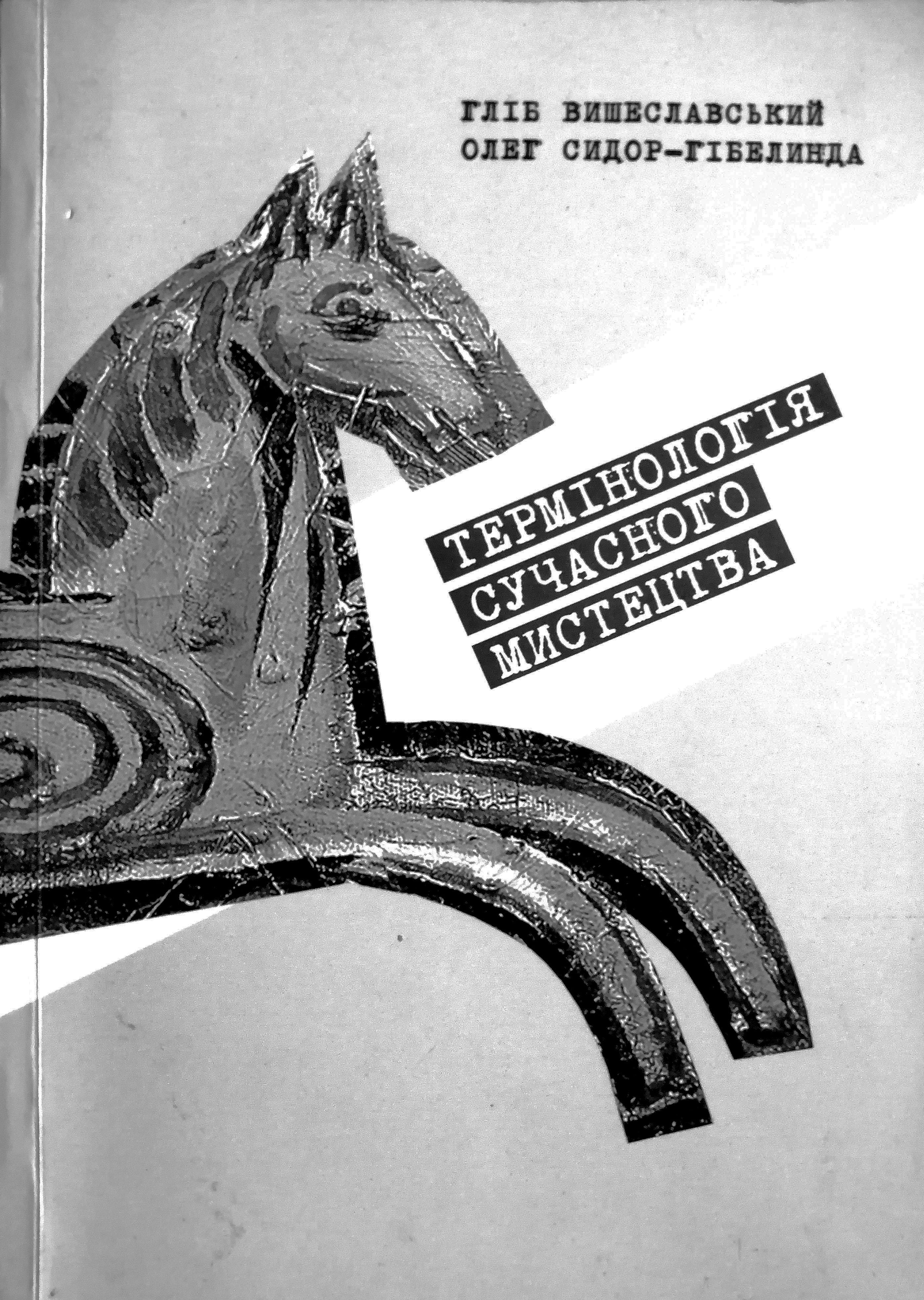
Обкладинка книги «Термінологія сучасного мистецтва». 2010

Народився 8 вересня в Луцьку, в родині інженерів. Публікувати статті почав з 1984 року, підписавшись подвійним прізвищем, друга частина якого, за родинною легендою, належала одному з його предків з боку матері. Переповідають[хто?], що Гібелиндою був виходець з Італії, який опинився в Україні після походу Наполеона 1812 року. Олег закінчив Київський державний художній інститут (нині НАОМА), факультет теорії та історії мистецтва (1986). Серед педагогів: Платон Білецький, Вадим Клеваєв, Ганна Заварова, Юрій Бєлічко. Молодий арткритик брав активну участь у створенні нового українського мистецтва, знаходячи теоретичне обґрунтування для авангардистів 90-х. Після закінчення Академії працював зав. художнім відділом Волинського краєзнавчого музею (1988-93)., закінчив аспірантуру НАОМА (1996). Пройшов журналістське стажування на запрошення Держдепартаменту США (2006). Працював і співробітничав у виданнях «Art Line», «Президентський вісник» , «Терра Інкогніта» , «Україна», «Образотворче мистецтво», «Антиквар». Захистив кандидатську дисертацію на тему «Венеційська бієнале як форма реалізації українських культурних стратегій» (2015), керівник О. Федорук.
З 2002 і донині[коли?] — старший науковий співробітник ІПСМУ, відділу мистецтва новітніх технологій..
Мешкає в Києві. Дружина — Тетяна Лепіліна-Сидор, архітектор, працювала зав. лабораторією на кафедрі скульптури НАОМА(1995—2018).
Молодший брат Тимур з сім'єю мешкає у Сполучених Штатах Америки, має вчений ступінь з лісознавства.

## Творча діяльність
Сидор-Гібелинда відомий як куратор численних виставок сучасного та класичного мистецтва, відкривач нових імен, замовчуваних в андеграунді. Серед проектів: «Волинська ікона» (1991), «Олександр Аксінін» (1989), «Микола Кумановський» (1990), «Тоталітарне мистецтво» у НХМУ (1998), співкуратор з Л. Ковальською. та ін.
Організатор мистецтвознавчих симпозіумів в Українському Домі (Київ, 1997-98), учасник міжнародних і українських наукових конференцій, експерт Програмової Ради Міжнародного Фонду «Відродження» (2000-01), член журі конкурсу «Книжка року» (2001—002). Учасник журналістських заїздів на міжнародні художні виставки: Венеційська бієннале (Італія, 2001-19), «Маніфеста», «Документа» (Німеччина, 2002) та їхній оглядач в семінарах, теле- і радіопередачах. Автор циклу лекцій про історію Венеції та Венеційської бієнале (2013, проєкт «Арт-мандри»).

### Основні праці
Сидор-Гібелинда  —автор близько 1500 публікацій, серед яких есеї, монографії, рецензії, переклади, вступні статті у каталогах. Особливу увагу він приділяє тим митццям, які у своїй творчості виходять за межі усталеного і демонструють неабиякі та маргінесно-кордонні зони людського існування. Це Володимир Микита, Микола Трегуб, Вудон Баклицький, Вадим-Костянтин Ігнатов, Віктор Медведєв, Мао Мао,
Анатоль Степаненко, Андрій Блудов, Матвій Вайсберг, Валерій Шкарупа, Микола Журавель, Микита Кадан,  Олег Харч, Юрій Косін, Олена Голуб, Григорій Столбченко, Гліб Вишеславський, Віктор Сидоренко, Петро Бевза, Ірина Заставна, Володимир Корсун, Євген Матвеєв, Юрій Новіков, Владислав Шерешевський, Дмитро Добровольський, Віктор Мельничук, Роман Жук, Катерина Корнійчук, Сергій Гай, Олег Денисенко, Катерина Косьяненко, Олександра Макарська, Юрій Пшеничний, Богдан Товкайло, Ігор Коновалов, Олена Придувалова, Василь Корчовий, Світлана Бринюк, Вачаган Норазян, Олексій Анд, Катерина Свіргуненко, Ольга Кравченко, Ігор Гречаник, Едуард Гудзенко, Олексій Аполлонов, Володимир Бизов, Петро Антип, Леся Піша, Анатолій Фурлет та багато інших.
Енциклопедична обізнаність Сидора-Гібелинди у розмаїтті творчих манер і напрямків сталася у нагоді при написання значних теоретичних праць, в яких він застосував компаративний метод. В монографіях він досліджує, як самобутні риси окремих авторів та країн проектуються на широкі мистецькі, культурні, історичні та етнічні контексти минувшини і сучасності.
Автор статей у Енциклопедії Сучасної України ; Енциклопедії «Альтернативна культура». — Єкатеринбург: Ультра. Культура, 2005 (рос.); розділів у книгах: «Мистецтво України ХХ ст.» (1998); «Український бестселер»; «Artists of Ukraine» (2001), «Смарагдовий жмуток казусів» (2004); «Сучасне українське мистецтво періоду Незалежності» (2008); «Українська альтернатива ХХ ст.», «Художники Києва» (2011); «Modernism in Kyiv» (Торонто, 2010); «Київ: Мистецька мапа України» (2015), а також у наукових збірниках ІПСМУ.

### Монографії
- «Сидор-Гібелинда О.» Українці на Венеційській бієнале: Сто років присутності. К.: Наш час. 2008. ISBN 978-966-1530-12-5
- «Г. Вишеславський, Сидор-Гібелинда О.» Термінологія сучасного мистецтва. Paris-Kyiv: Terra Incognita, 2010. ISBN 978-966-96839-2-2
- "Сидор О. " La Biennale di Venezia: Мотори арту // Одеса: ВД «Гельветика». 2021. ISBN 978-966-992-699-9

### Участь у фото і кіномистецтві
Знімався у знакових фільмах українського видеоарта. У містично-кримінальному триллері «Молочні сосиски» Василя Цаголова (1994) виконав головну роль маньяка, який мріє володарювати над світом. Роль другого плану зіграв у фільмі Юлії Лазаревської «Брати Нарбути» (2003).
Брав участь у перформансах Василя Цаголова «Карла Маркса — Пер Лашез» (Київ, 1993), а також гепенінгу гурту РЕП «Перетягування колони на Майдані Незалежності» (Київ, 2014).
Майстерні фотографії — краєвиди Венеції О. Сидора-Гібелинди експонувалися на виставці в галереї Фонду Сприяння Розвитку Мистецтв (2011).
Знані мистецтвознавці вважають Олега Сидора-Гібелинду одним з видатних «теоретиків національного трансавангарду», та залучають до справжніх "апологетів «нової реальності».

## Відзнаки
Почесний диплом ІПСМУ (2016).
Подяка Київського міського голови (2011).
Подяка Міністерства культури України (2001)